# Kabinett Eggerath II
Das Kabinett Eggerath II bildete vom 25. November 1950 bis 25. Juli 1952 die Landesregierung von Thüringen.
| Amt                                                                   | Name              | Partei | Partei |
| --------------------------------------------------------------------- | ----------------- | ------ | ------ |
| Ministerpräsident                                                     | Werner Eggerath   |        | SED    |
| Innenminister                                                         | Willy Gebhardt    |        | SED    |
| Justizminister                                                        | Ralph Liebler     |        | LDP    |
| Minister für Volksbildung                                             | Isolde Oschmann   |        | SED    |
| Finanzminister                                                        | Walter König      |        | NDPD   |
| Minister für Industrie und Aufbau (ab 1951 für Wirtschaft und Arbeit) | Herbert Strampfer |        | SED    |
| Minister für Land- und Forstwirtschaft                                | Wilhelm Schröder  |        | DBD    |
| Minister für Handel und Versorgung                                    | Willy Rutsch      |        | CDU    |